# Český rozhlas Brno
Český rozhlas Brno je regionální rozhlasová stanice Českého rozhlasu, sídlící v Brně a vysílající pro Jihomoravský kraj. Vznikla v roce 1924 a je nejstarší, největší a nejposlouchanější regionální stanicí Českého rozhlasu.
Vlastní program stanice vysílá denně od 5.00 do 19.30 hodin, v několika oknech přes den a v rámci večerního a nočního vysílání šíří celoplošné pořady stanice ČRo Střední Čechy a společný program regionálních stanic Českého rozhlasu. Na rozdíl od ostatních regionálních stanic ČRo má brněnský rozhlas vlastní playlist jen s českými a slovenskými písničkami. Na stanici působí řada osobností, např. Ivana Slabáková, Karel Hegner, Josef Veselý, Standa Hložek nebo Zdeněk Junák. Mezi dlouhodobě oblíbené pořady patří Apetýt, Srdcovky, Rendez-vous, Tajuplný ostrov nebo Morava, krásná zem. Stanice se pravidelně věnuje také moravské folklorní hudbě.
V prvním pololetí roku 2024 stanici denně poslouchalo 110 tisíc posluchačů.

## Historie

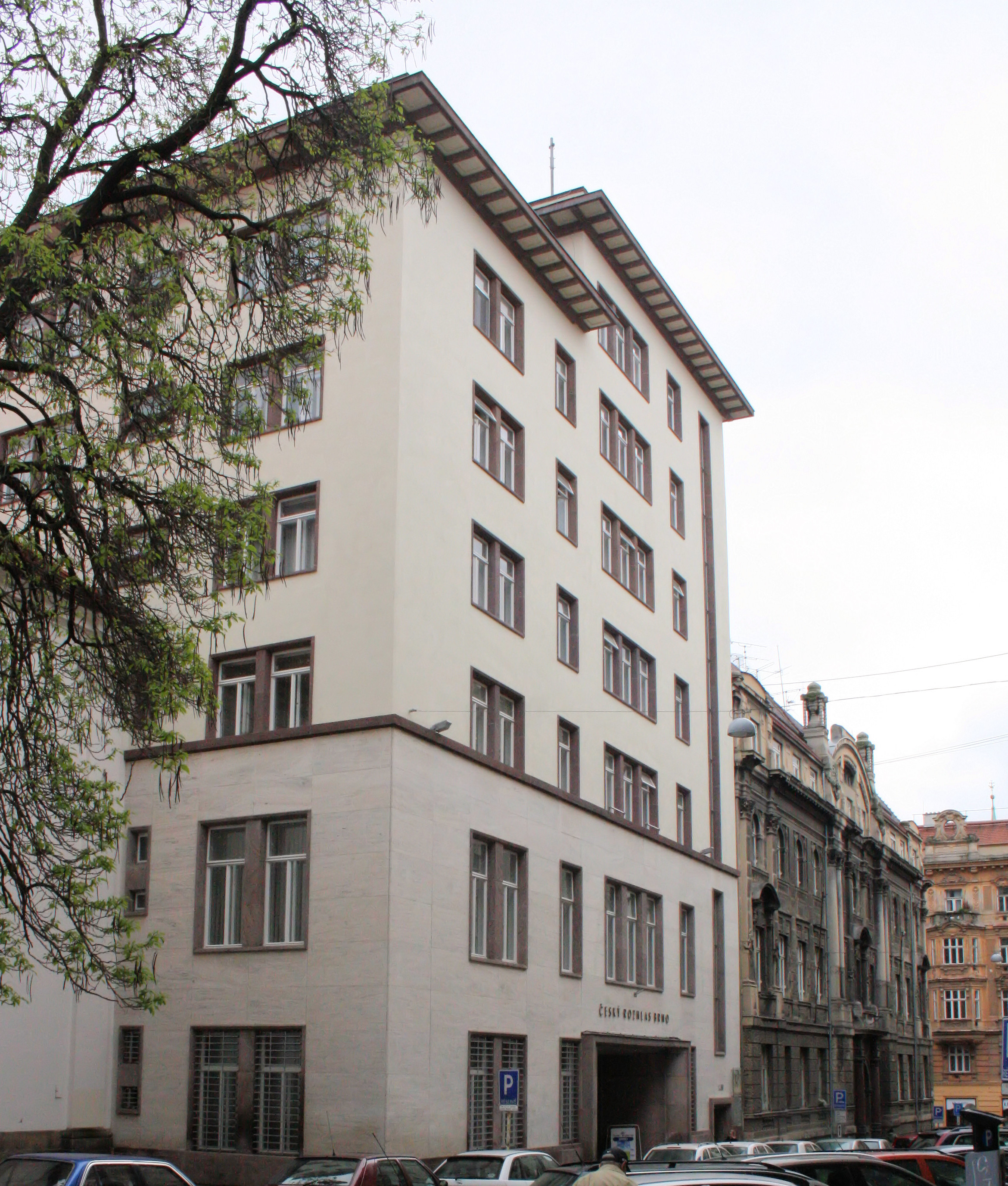
Budova Českého rozhlasu v Beethovenově ulici v Brně

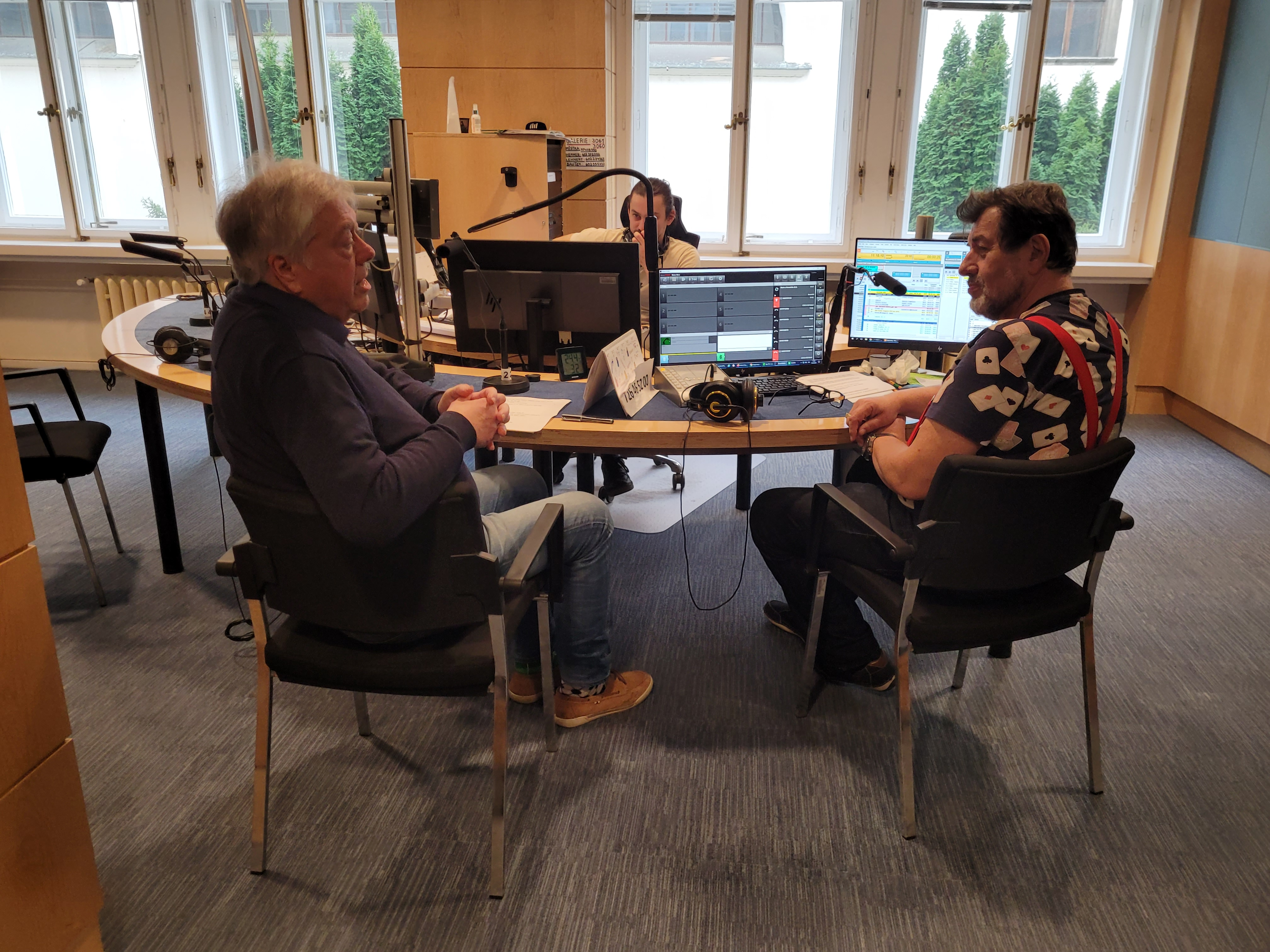
Živé vysílání pořadu Víkendové Srdcovky Zdeňka Junáka s Vítězslavem Koudelkou (2023)

První rozhlasová stanice Radiojournalu mimo Prahu vznikla v roce 1924 v Brně. První pokusy proběhly v květnu 1924, od července toho roku byly pravidelně vysílány krátké burzovní zprávy a řádné vysílání bylo zahájeno 1. září 1924. Studio se nacházelo na střeše Nového zemského domu na Žerotínově náměstí, vysílací stanice v Komárově. Od roku 1925 se nacházelo v bytě v Nové ulici č. 18 (nynější Lidická), od roku 1927 v Nové č. 16. Roku 1929 se brněnská stanice přestěhovala do řádných prostor v nově postaveném Stadioně v Kounicově ulici. S ním byla roku 1936 propojena další studia, umístěná v nedalekém Husově sboru. Ředitelem brněnské pobočky Radiojournalu byl od roku 1928 Antonín Slavík, v roce 1939 zatčený za odbojovou činnost a později popravený.
Od roku 1950 sídlí brněnský rozhlas v centru města v Beethovenově ulici v budově bývalé České banky Union, která byla postavena v letech 1923–1925 podle návrhu architekta Ernsta Wiesnera. Od roku 1964 je budova památkově chráněna. V roce 2021 byla dokončena několikaletá rekonstrukce celé budovy. V ČRo Brno vznikl rozhlasový seriál Toulky českou minulostí, jehož autorem je Josef Veselý.
Dne 14. prosince 2004 zahájil Český rozhlas Brno pravidelné vysílání ze Zlína – posluchačům z nově vzniklého Zlínského kraje začal přinášet dvě hodiny samostatného programu každý všední den. K 1. listopadu 2017 se zlínské studio oddělilo a začalo vysílat jako samostatná regionální stanice Český rozhlas Zlín.
Ředitelem Českého rozhlasu Brno byl od 1. října 2013 do září 2018 Jaromír Ostrý. Od 1. října 2018 ho vystřídala Hana Ondryášová, která na pozici ředitelky rezignovala k 31. březnu 2023. Následně byl vedením studia dočasně pověřen Pavel Kozler a od 1. července 2023 je ředitelem moravských stanic Českého rozhlasu (Brno, Olomouc, Ostrava, Zlín) Josef Podstata. Pod jeho vedením v brněnské stanici působí asi 60 zaměstnanců.

## Distribuce signálu
Český rozhlas Brno vysílá 24 hodin denně analogově i digitálně. Program stanice šíří několik jihomoravských vysílačů na velmi krátkých vlnách, k dispozici je též na platformách DAB+, DVB-S2 a na internetu.
| Pokrývá               | Frekvence                      |
| --------------------- | ------------------------------ |
| Celý kraj             | 106,5 MHz (vysílač Kojál)      |
| Brno-město            | 93,1 MHz (vysílač Brno-Hády)   |
| Hodonínsko            | 93,6 MHz (vysílač Babí lom)    |
| Znojmo a blízké okolí | 97,3 MHz (vysílač Kuchařovice) |
| celá Morava a Slezsko | 12D DAB+                       |